# 托尼·博比特
托尼·拉乔恩·博比特（英語：Tony Rachaun Bobbitt，1979年10月22日—），美国NBA联盟前职业篮球运动员。